# 巴拉圭河褶莖鱂
巴拉圭河褶莖鱂，為輻鰭魚綱鯉齒目鯉齒亞目花鳉科的其中一種，分布於南美洲巴西、巴拉圭、阿根廷、烏拉圭的淡水流域，體長可達2.5公分，屬雜食性，生活習性不明。